# Ryder Cup 1981
La 24ª edizione della Ryder Cup si è tenuta al Walton Heath Golf Club a Walton-on-the-Hill, nella contea inglese del Surrey, dal 18 al 20 settembre 1981.
Fu la prima edizione su suolo europeo alla quale presero parte giocatori da tutto il Vecchio Continente. Dopo un iniziale vantaggio dei padroni di casa, gli americani sorpassarono e distanziarono gli avversari nel corso della seconda giornata, vincendo 7 incontri su 8. Il margine aumentò nell’ultima sessione e gli Stati Uniti trionfarono per 18½ – 9½: per l’Europa rimase la sconfitta peggiore fino all’edizione 2021.

## Formato
La Ryder Cup è un torneo match play, in cui ogni singolo incontro vale un punto. Il formato dell'edizione 1981 era il seguente, con alcuni cambiamenti dall’edizione precedente per quanto riguarda l’ordine degli incontri:
- I Giornata (Venerdì) – 4 incontri "foursome" (colpi alternati) nella sessione mattutina e 4 incontri "fourball" (la migliore buca) nella sessione pomeridiana.
- II Giornata (Sabato) – 4 incontri "fourball" nella sessione mattutina e 4 incontri "foursome" nella sessione pomeridiana.
- III Giornata (Domenica) – 12 incontri singolari.

Ogni incontro si disputa su un massimo di 18 buche. La vittoria di ogni incontro assegna un punto, nel caso di parità del match si assegna ½ punto a ciascuno, per un totale di 28 punti disponibili. 14½ punti sono necessari per vincere, ma 14 punti (ovvero un pareggio) sono sufficienti alla squadra che difende per mantenere la coppa.

## Squadre
| Europa               |     |                  |                                                     |                        |
| Nome                 | Età | Punti classifica | Note                                                |                        |
| John Jacobs          | 56  |                  |                                                     | Capitano non-giocatore |
| Bernhard Langer      | 24  | 1                | Esordio nella Ryder Cup                             |                        |
| Nick Faldo           | 24  | 2                | 3ª partecipazione                                   |                        |
| Sandy Lyle           | 23  | 3                | 2ª partecipazione                                   |                        |
| José María Cañizares | 34  | 4                | Esordio nella Ryder Cup                             |                        |
| Sam Torrance         | 28  | 5                | Esordio nella Ryder Cup                             |                        |
| Manuel Piñero        | 29  | 6                | Esordio nella Ryder Cup                             |                        |
| Eamonn Darcy         | 29  | 7                | 3ª partecipazione                                   |                        |
| Des Smyth            | 28  | 8                | 2ª partecipazione                                   |                        |
| Howard Clark         | 27  | 9                | 2ª partecipazione                                   |                        |
| Bernard Gallacher    | 32  | 10               | 7ª partecipazione                                   |                        |
| Mark James           | 27  | 11               | Scelta del comitato di selezione, 3ª partecipazione |                        |
| Peter Oosterhuis     | 33  |                  | Scelta del comitato di selezione, 6ª partecipazione |                        |

| Stati Uniti   |     |                  |                         |                        |
| Nome          | Età | Punti classifica | Note                    |                        |
| Dave Marr     | 47  |                  |                         | Capitano non-giocatore |
| Tom Watson    | 32  | 1                | 2ª partecipazione       |                        |
| Raymond Floyd | 39  | 2                | 4ª partecipazione       |                        |
| Bruce Lietzke | 30  | 3                | Esordio nella Ryder Cup |                        |
| Tom Kite      | 31  | 4                | 2ª partecipazione       |                        |
| Hale Irwin    | 36  | 5                | 4ª partecipazione       |                        |
| Lee Trevino   | 41  | 6                | 6ª partecipazione       |                        |
| Jerry Pate    | 28  | 7                | Esordio nella Ryder Cup |                        |
| Ben Crenshaw  | 29  | 8                | Esordio nella Ryder Cup |                        |
| Johnny Miller | 34  | 9                | 2ª partecipazione       |                        |
| Bill Rogers   | 30  | 10               | Esordio nella Ryder Cup |                        |
| Jack Nicklaus | 41  | 11               | 6ª partecipazione       |                        |
| Larry Nelson  | 34  | 17               | 2ª partecipazione       |                        |

## Risultati

### I sessione
Foursome
| Europa (bandiera) | Risultati | Stati Uniti (bandiera) |
| ----------------- | --------- | ---------------------- |
| Langer/Piñero     | 1 up      | Trevino/Nelson         |
| Lyle/James        | 2 & 1     | Rogers/Lietzke         |
| Gallacher/Smyth   | 3 & 2     | Irwin/Floyd            |
| Oosterhuis/Faldo  | 4 & 3     | Watson/Nicklaus        |
| 2                 | Sessione  | 2                      |
| 2                 | Totale    | 2                      |

### II sessione
Four-ball
| Europa (bandiera) | Risultati | Stati Uniti (bandiera) |
| ----------------- | --------- | ---------------------- |
| Torrance/Clark    | pareggio  | Kite/Miller            |
| Lyle/James        | 3 & 2     | Crenshaw/Pate          |
| Smyth/Cañizares   | 6 & 5     | Rogers/Lietzke         |
| Gallacher/Darcy   | 2 & 1     | Irwin/Floyd            |
| 2½                | Sessione  | 1½                     |
| 4½                | Totale    | 3½                     |

### III sessione
Four-ball
| Europa (bandiera) | Risultati | Stati Uniti (bandiera) |
| ----------------- | --------- | ---------------------- |
| Faldo/Torrance    | 7 & 5     | Trevino/Pate           |
| Lyle/James        | 1 up      | Nelson/Kite            |
| Langer/Piñero     | 2 & 1     | Floyd/Irwin            |
| Cañizares/Smyth   | 3 & 2     | Nicklaus/Watson        |
| 1                 | Sessione  | 3                      |
| 5½                | Totale    | 6½                     |

### IV sessione
Foursome
| Europa (bandiera)   | Risultati | Stati Uniti (bandiera) |
| ------------------- | --------- | ---------------------- |
| Oosterhuis/Torrance | 2 &1      | Trevino/Pate           |
| Langer/Piñero       | 3 & 2     | Nicklaus/Watson        |
| Lyle/James          | 3 & 2     | Rogers/Floyd           |
| Smyth/Gallacher     | 3 & 2     | Kite/Nelson            |
| 0                   | Sessione  | 4                      |
| 5½                  | Totale    | 10½                    |

### V sessione
Singoli
| Europa (bandiera)    | risultati | Stati Uniti (bandiera) |
| -------------------- | --------- | ---------------------- |
| Sam Torrance         | 5 & 3     | Lee Trevino            |
| Sandy Lyle           | 3 & 2     | Tom Kite               |
| Bernard Gallacher    | pareggio  | Bill Rogers            |
| Mark James           | 2 up      | Larry Nelson           |
| Des Smyth            | 6 & 4     | Ben Crenshaw           |
| Bernhard Langer      | pareggio  | Bruce Lietzke          |
| Manuel Piñero        | 4 & 2     | Jerry Pate             |
| José María Cañizares | 1 up      | Hale Irwin             |
| Nick Faldo           | 2 & 1     | Johnny Miller          |
| Howard Clark         | 4 & 3     | Tom Watson             |
| Peter Oosterhuis     | 1 up      | Raymond Floyd          |
| Eamonn Darcy         | 5 & 3     | Jack Nicklaus          |
| 4                    | Sessione  | 8                      |
| 9½                   | Totale    | 18½                    |